# Elecciones presidenciales de Uzbekistán de 2007
Elecciones presidenciales se llevaron a cabo en Uzbekistán el 23 de diciembre de 2007. El presidente Islom Karimov fue reelegido para un tercer mandato oficialmente con el 90.77% de los votos, de una participación del 90.6%.
Se consideró que la vigencia del mandato de Islam Karimov terminó el 22 de enero de 2007, según lo establecido en la Constitución de Uzbekistán, pero la legislación electoral establecía que "una elección debe celebrarse en diciembre del año en que expira el mandato del presidente"; esta extensión de facto del período de Karimov a ocho años fue duramente criticada por la oposición.
El Partido Liberal Democrático de Uzbekistán dijo a principios de octubre de 2007 que tenía la intención de nominar a Karimov. El 6 de noviembre, Karimov fue elegido por unanimidad como el candidato presidencial del Partido Liberal Democrático de Uzbekistán en una convención del partido en Taskent, y Karimov aceptó la nominación.
Una explicación legal para justificar la candidatura de Karimov, a la luz del límite constitucional de dos mandatos para los presidentes, no se dio oficialmente. Se sugirió que, debido a que Karimov solo había cumplido un mandato de siete años (fue elegido por primera vez para un período de cinco años, que luego fue prorrogado por referéndum), podía postularse para un segundo mandato de siete años.

## Resultados
| Candidato                | Partido                                   | Votos      | %     |
| ------------------------ | ----------------------------------------- | ---------- | ----- |
| Islom Karimov            | Partido Liberal Democrático de Uzbekistán | 13.008.357 | 90.76 |
| Asliddin Rustamov        | Partido Democrático Popular de Uzbekistán | 468.064    | 3.27  |
| Diloram Tashmukhamedova  | Partido Socialdemócrata de la Justicia    | 434.111    | 3.03  |
| Akmal Saidov             | Candidato independiente                   | 420.815    | 2.94  |
| Votos en blanco/anulados | Votos en blanco/anulados                  | 434.097    | –     |
| Total                    | Total                                     | 14.765.444 | 100   |
| Fuente: elections.uz     |                                           |            |       |